# Chabuata fusciplaga
Chabuata fusciplaga là một loài bướm đêm trong họ Noctuidae.